# 奧伊特伊胡克 (亞利桑那州)
奧伊特伊胡克（英語：Oit Ihuk）是位於美國亞利桑那州皮馬縣的一個非建制地區。該地的面積和人口皆未知。

## 地理
奧伊特伊胡克的座標為32°18′56″N 112°14′44″W / 32.31556°N 112.24556°W，而該地的平均海拔高度為646米（即2126英尺）。